# Sushun
Imperador Sushun (崇峻天皇, Sushun-tennō, 520/521-592) foi o 32º Imperador do Japão, na lista tradicional de sucessão.

## Vida
O Imperador Sushun foi o duodécimo filho do Imperador Kimmei. Sua mãe era Oane no Kimi (小姊君), filha de Soga no Iname. Antes da sua ascensão ao trono, seu nome era Hatsusebe no Mikoto. Reinou de 587 a 592. Ele sucedeu seu meio-irmão, o Imperador Yōmei em 587, e viveu no Palácio Kurahashi no Miya na Província de Yamato.
Sushun subiu ao trono com o apoio do clã Soga e da Imperatriz Suiko , sua meia-irmã e viúva do Imperador Bidatsu. Inicialmente, o Clã Mononobe , um clã rival ao Soga, se aliou ao Príncipe Anahobe , outro filho de Kimmei, e tentou coroa-lo imperador. Soga no Umako, que sucedeu seu pai como Ōomi, acabou matando Mononobe no Moriya na Batalha de Shigisan. Umako então coroou o Imperador Sushun ao trono.
Conforme o tempo passava, Sushun tornou-se ressentido pelo poder de Umako, e queria depor-lo. Diz-se que um dia, Sushun viu um javali e proclamou: "Eu quero matar Soga Umako como um javali". Isto irritou Soga no Umako e, talvez por medo de ser atingido primeiro, Umako ordenou a Yamato no Aya no Ataikoma ( 东汉直驹? ) matar Sushun em 592.
O Imperador Sushun é tradicionalmente venerada em um memorial no santuário xintoísta na Província de Nara. A Agência da Casa Imperial designa este local como Mausoléu  Yōmei. E e formalmente chamado Kurahashi no oka no e no misasagi.

### Os Principais conselheiros do imperador foram
Ōomi (Grande Chefe Imperial): Soga no Umako no Sukune.